# Hans Conrad Escher von der Linth

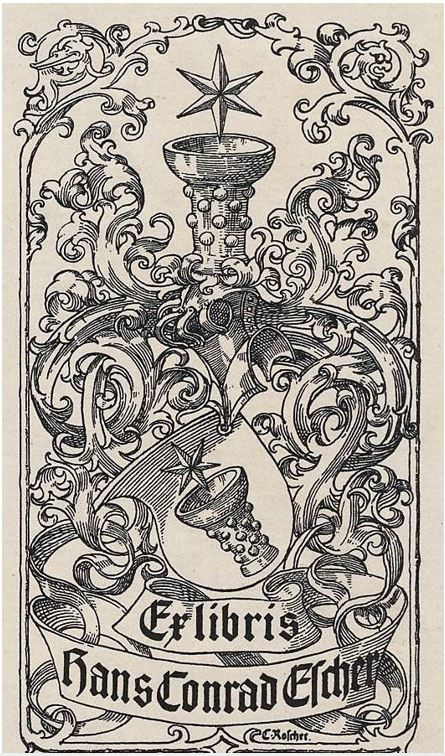
Wappen Escher

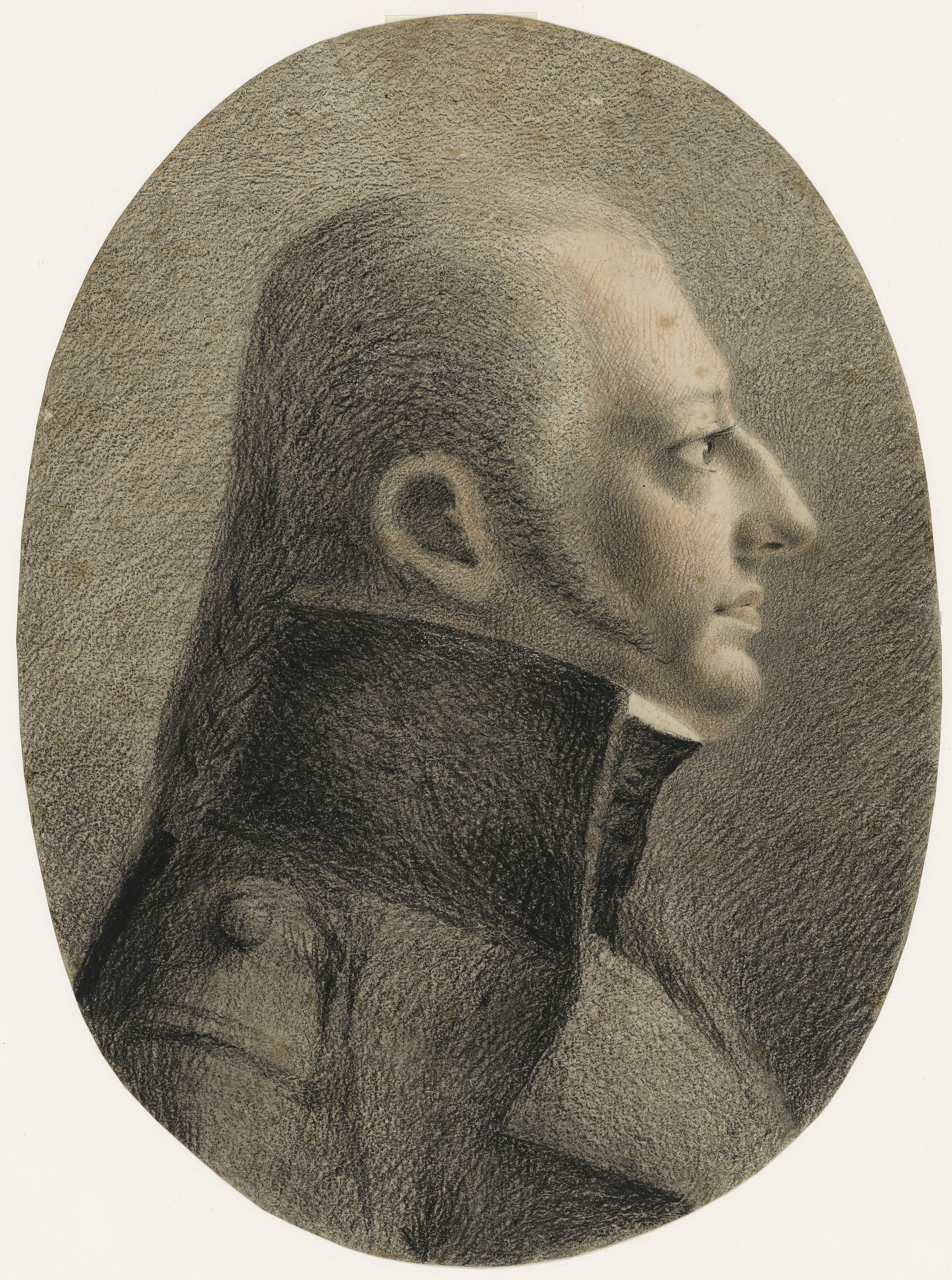
Escher um 1800. Rötel-Kreidezeichnung von Diethelm Heinrich Lavater (1780–1827).

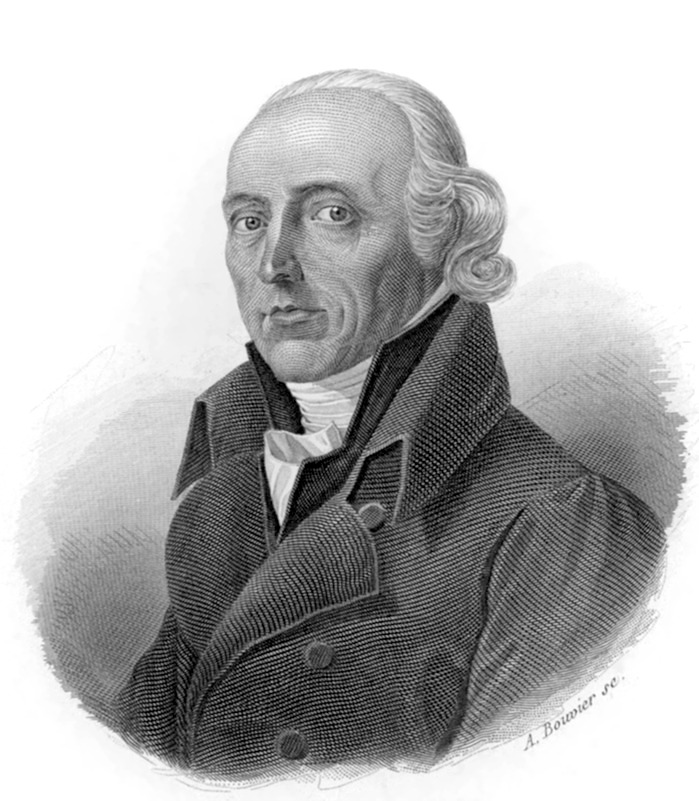
Hans Conrad Escher um 1820. Kupferstich (1836) von Abraham Bouvier (1801–1872) nach der Zeichnung von Martin Esslinger (1793–1841).

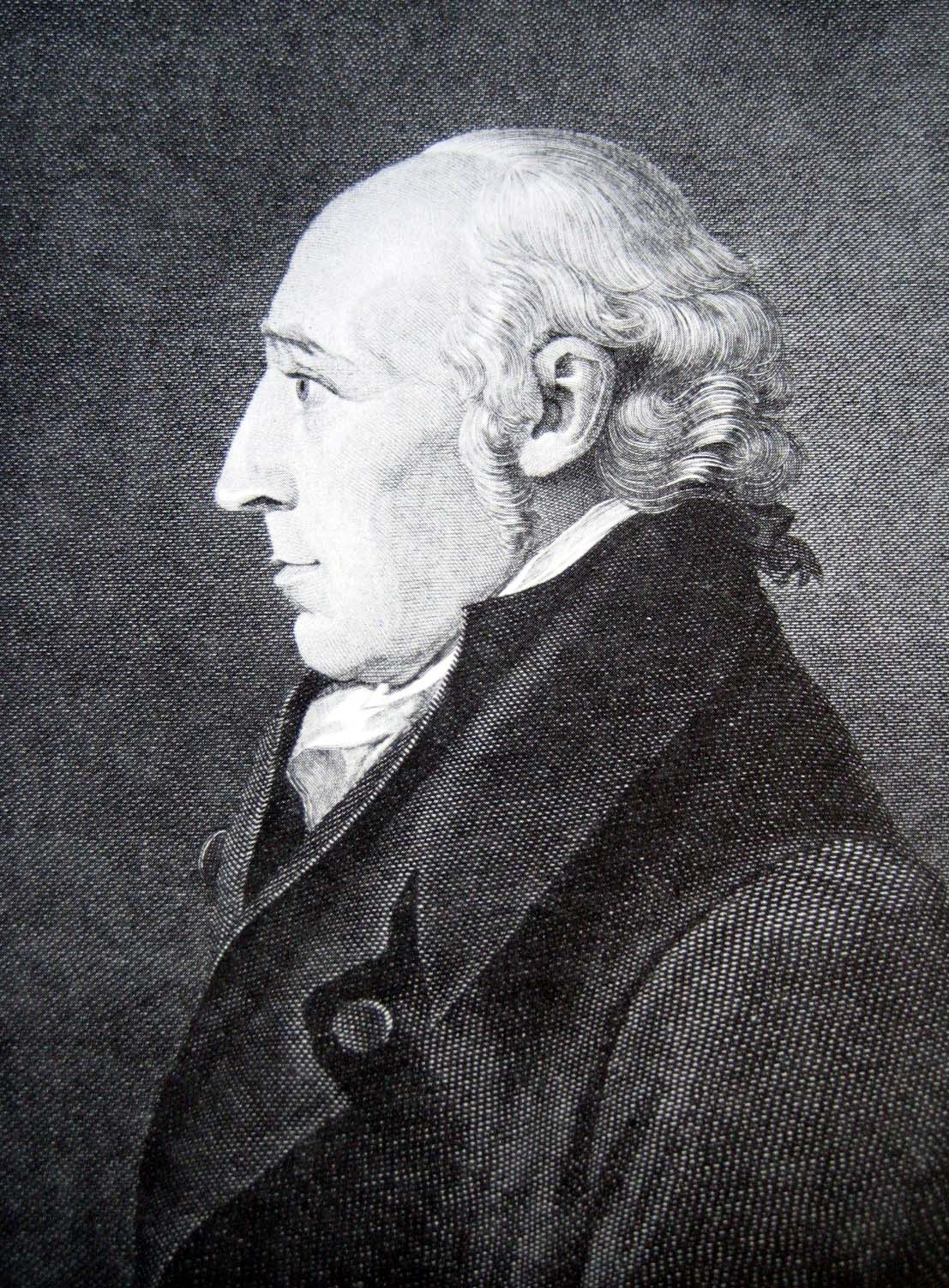
Escher drei Tage vor seinem Tod. Stich nach einer Zeichnung von Hans Jakob Oeri.

Hans Conrad Escher von der Linth (* 24. August 1767 in Zürich; † 9. März 1823 ebenda; bis 1823 nur: Johannes Konrad Escher) war ein Schweizer Wissenschaftler, Bauingenieur, Seidenfabrikant, Maler, Kartograf und Politiker.

## Leben und Werk
Als Abkömmling der wohlhabenden Zürcher Kaufmannsfamilie Escher vom Glas verbrachte er eine behütete Jugend. Sein Vater, Hans Caspar Escher (1729–1805), war der jüngste Sohn des Politikers und Diplomaten Heinrich Escher (1688–1747). Nach einer Ausbildung in Genf durch Jean-Pierre Vaucher trat er eine Bildungsreise nach Frankreich, England, Deutschland und Italien an. In Göttingen studierte er Technologie (Beckmann), Statistik (Schlözer) und Philosophie (Lichtenberg) und betätigte sich in der Folge als Universalgelehrter in vielen Wissensgebieten, insbesondere in den Staatswissenschaften und der Geologie. Er gründete in Zürich ein staatswissenschaftliches Lehrinstitut, das 1833 in der Universität Zürich aufging.
Escher war vom Geist der Aufklärung durchdrungen, den er sowohl politisch als auch praktisch umzusetzen versuchte. Im Zuge der Helvetischen Revolution übernahm er eine wichtige Führungsfunktion für die Republikaner und stieg im Frühjahr 1802 bis zum helvetischen Kriegsminister auf. Nach dem vierten Staatsstreich der Unitarier am 17. April 1802 trat er aber von seinem Amt zurück. Danach war er im Kanton Zürich als Erziehungsrat sowie als agrarpolitischer Regierungsberater tätig. Mit der Gründung des Schweizerischen Republikaners (gemeinsam mit Paul Usteri) und mit der Einführung des Amtsblattes leistete er wesentliche Beiträge zur Entstehung einer publizistischen Öffentlichkeit.
Sein wissenschaftliches Interesse lag vor allem in den Gebieten der Geologie und Mineralogie. So erforschte er unter anderem 1806 das Gebiet um das Aroser Rothorn, dessen Spitze er auch bestieg. Er hinterliess über neunhundert Ansichten und Panoramen der Schweiz und der angrenzenden Berggebiete. Dieses umfangreichste von einem Schweizer Zeichner geschaffene Aquarelllandschaftenwerk wird grösstenteils in der Graphischen Sammlung der ETH Zürich aufbewahrt, ein kleinerer Teil in der Zentralbibliothek Zürich.
Escher wurde auf dem später aufgelassenen St.-Anna-Friedhof auf der Privatfriedhof Hohen Promenade in Zürich begraben. Da er sich ein Grabmal verbeten hatte, war sein Grab nicht mehr aufzufinden, als es umgebettet werden sollte.

## Familie
An seinem 22. Geburtstag heiratete Escher die um ein Jahr jüngere Regula von Orelli. Der Ehe entsprangen neun Kinder, davon verstarben drei Kinder im frühesten Kindesalter. Sein Sohn Arnold Escher von der Linth wurde Professor der Geologie am Polytechnikum (heute ETH Zürich). Sein Enkel Arnold Bürkli tat sich als Zürcher Stadtingenieur insbesondere mit Seeuferbauten hervor.

## Das Linthwerk
Sein Hauptwerk war die Regulierung des Flusses Linth. Nachdem er sich im Rahmen der Helvetischen Gesellschaft bereits in den 1790er-Jahren mit der Not am Walensee befasst hatte, übernahm er 1804 im Auftrag der Tagsatzung die Leitung des Korrektionsprojektes. Die Bauarbeiten nach Plänen von Tulla begannen 1807 und dauerten bis 1816. 

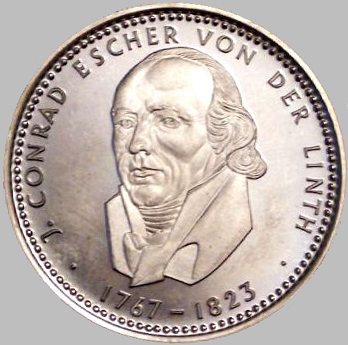
Gedenkmünze zu Ehren von J. (Johann(-es) = Hans) Conrad Escher von der Linth (Prägung 1823)

 Die erfolgreiche Verbesserung der Lebensbedingungen in der Linthregion machte Escher bereits zu Lebzeiten, v. a. aber nach seinem Tod 1823, zu einer wichtigen Schweizer Symbolfigur.

## Ehrungen
Im Jahr 1821 wurde Escher von der Linth zum Mitglied der Gelehrtenakademie Leopoldina gewählt. 1823 verlieh der Zürcher Regierungsrat nach seinem Tod seiner Familie das Recht, den Namenszusatz «von der Linth» zu tragen, das einzige Namensprädikat, das die Schweiz je vergab. Eine Gedenkmünze wurde geprägt. Die Gemeinde Bilten ernannte ihn zum Ehrenbürger. Das Primar-Schulhaus in Walenstadt, die Linth-Escher-Strassen in Bilten und Niederurnen und das Linth-Escher-Schulhaus in Niederurnen wurden nach ihm benannt. In Zürich ist ihm die Lintheschergasse gewidmet. Der Kanal, der die Glarner Linth in den Walensee leitet, hiess früher Molliser-Kanal und wurde durch die Tagsatzung vom 21. September 1832 in «Escher-Kanal» umbenannt
Der 1935 gegründete, nach ihm benannte Escherbund in der Tradition von Leonhard Ragaz bestand bis 2001.

## Bilder und Denkmäler
Bilder von Escher gemalt

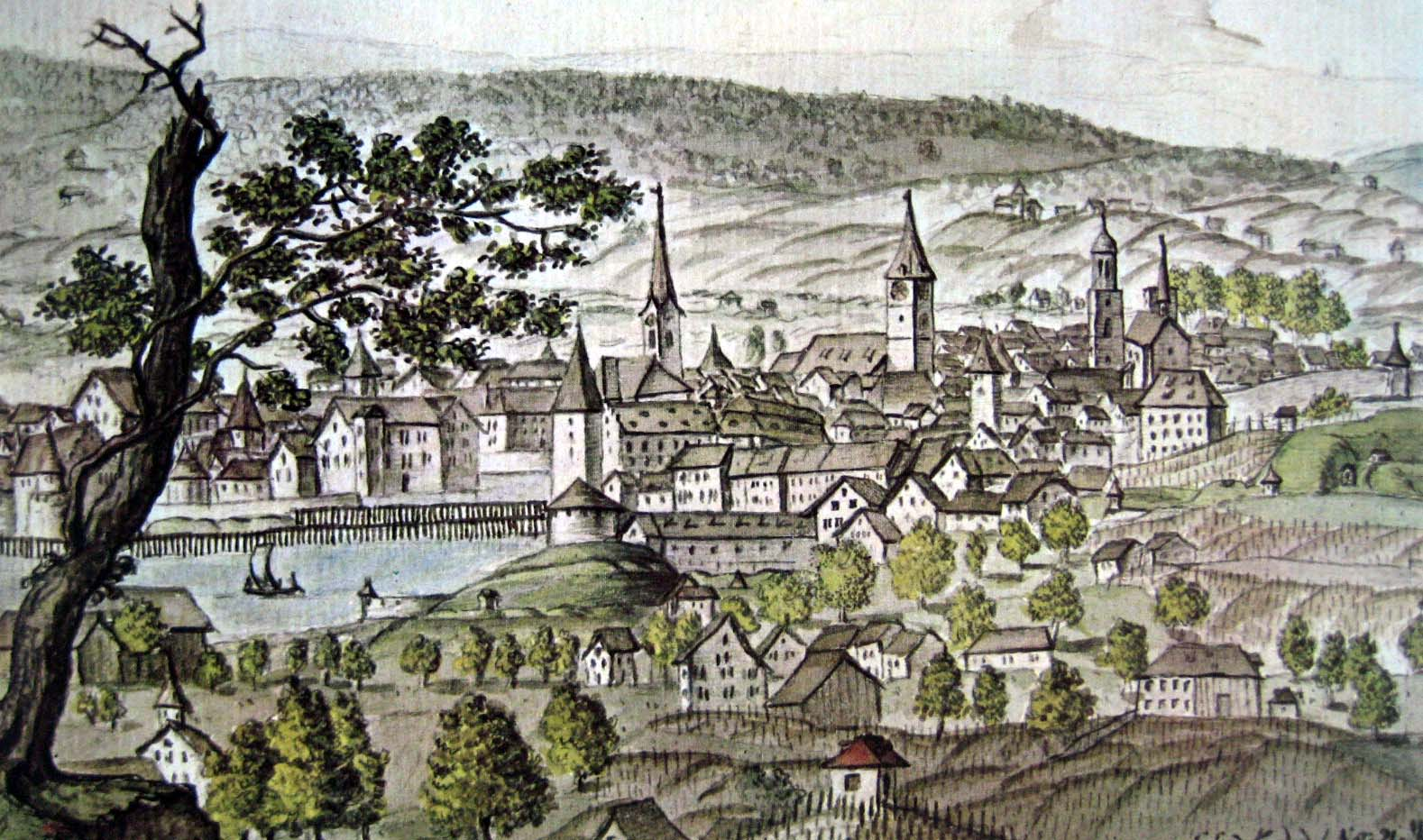
Zürich vom Burghölzli aus; 21. Januar 1783
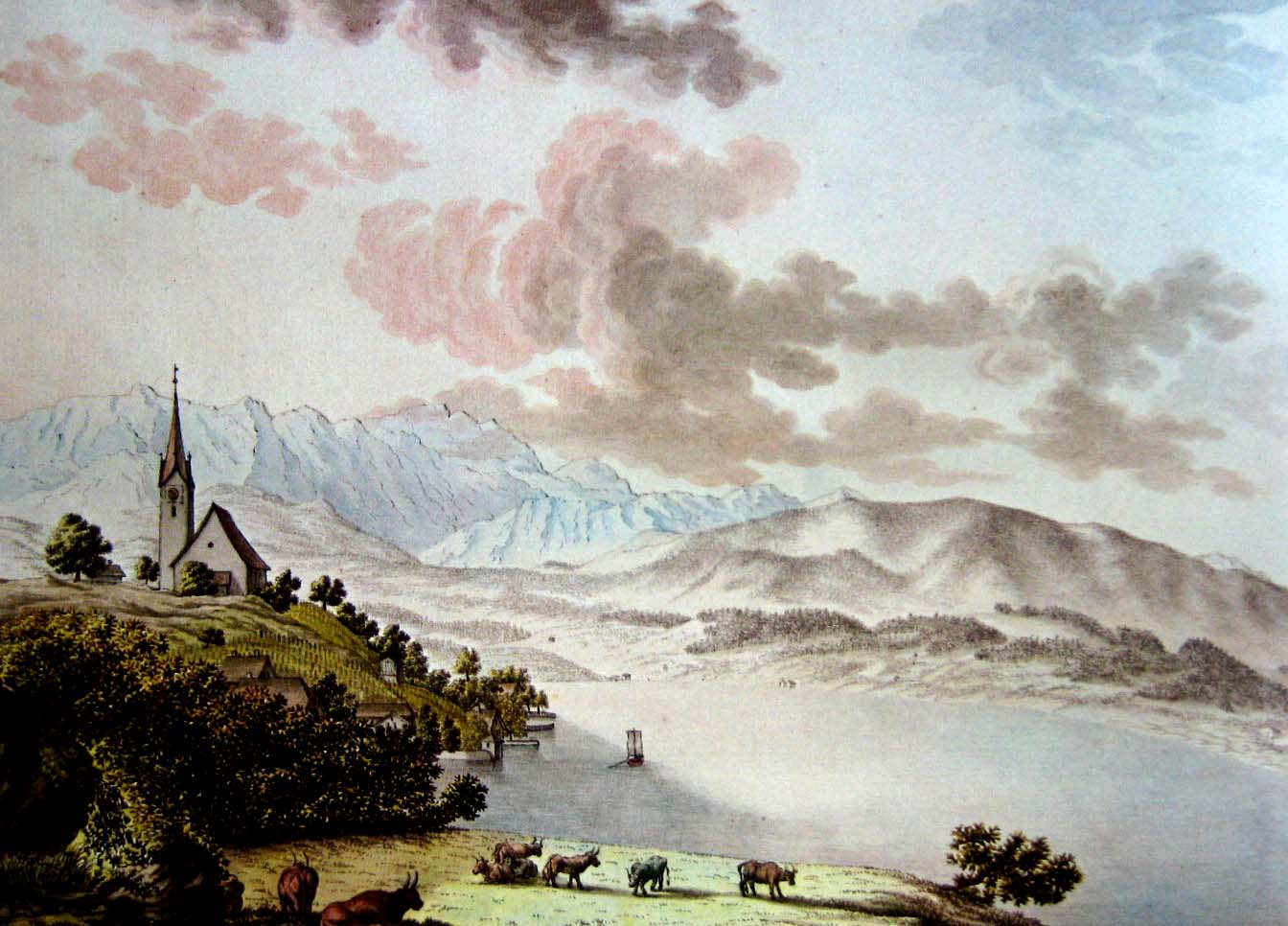
Herrliberg am 21. Mai 1786
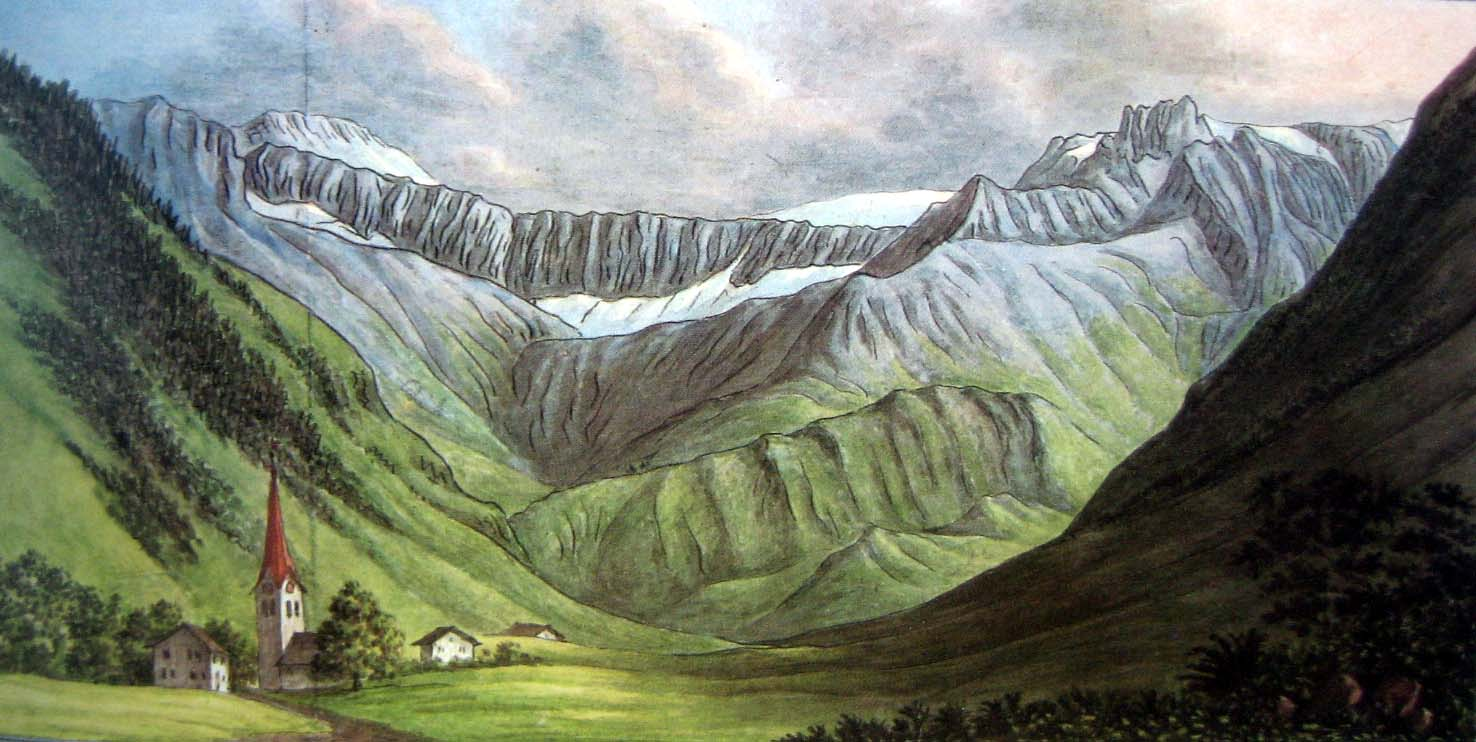
Matt im Sernftal am 13. Juli 1811
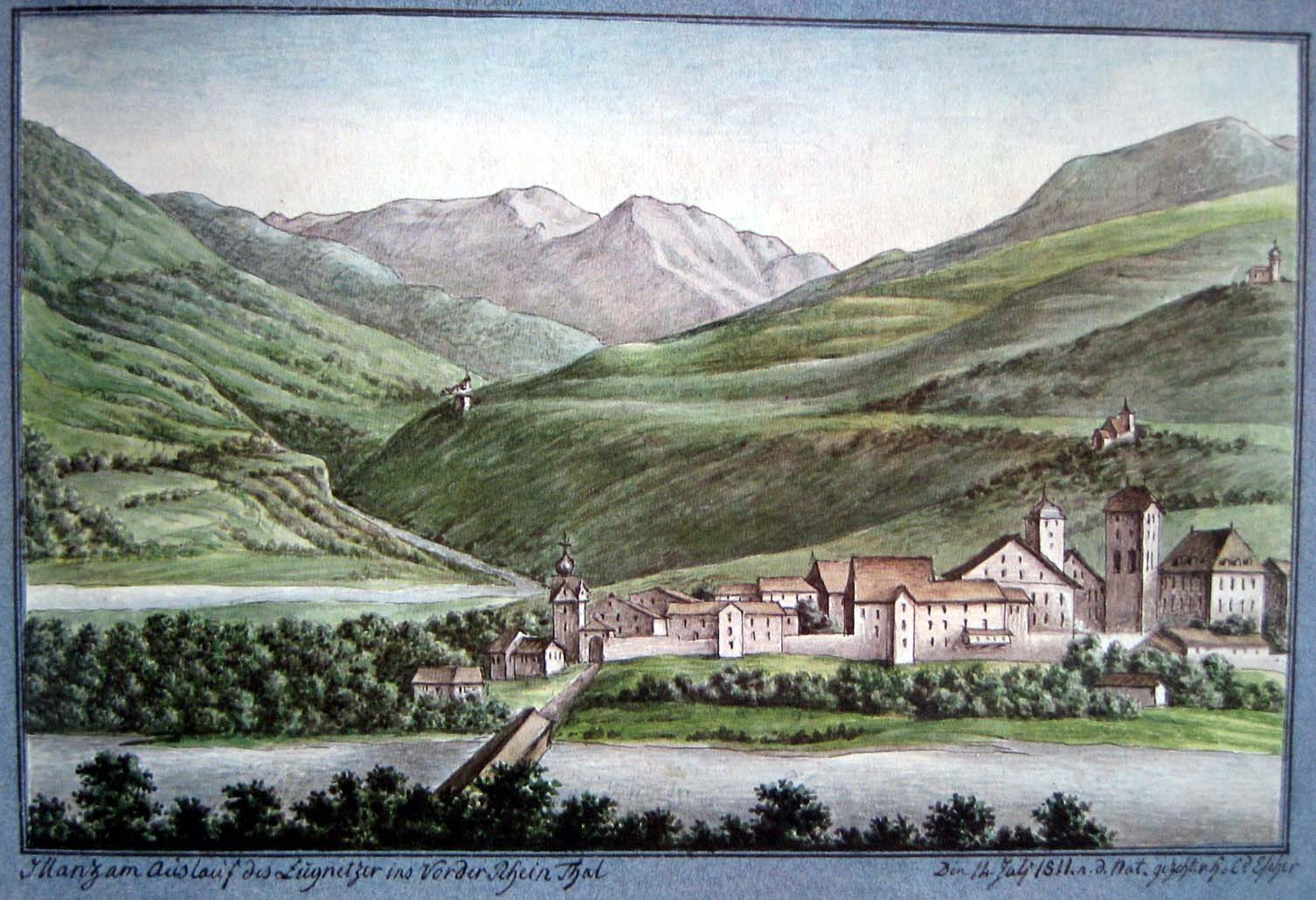
Ilanz/Glion in der Surselva am 14. Juli 1811
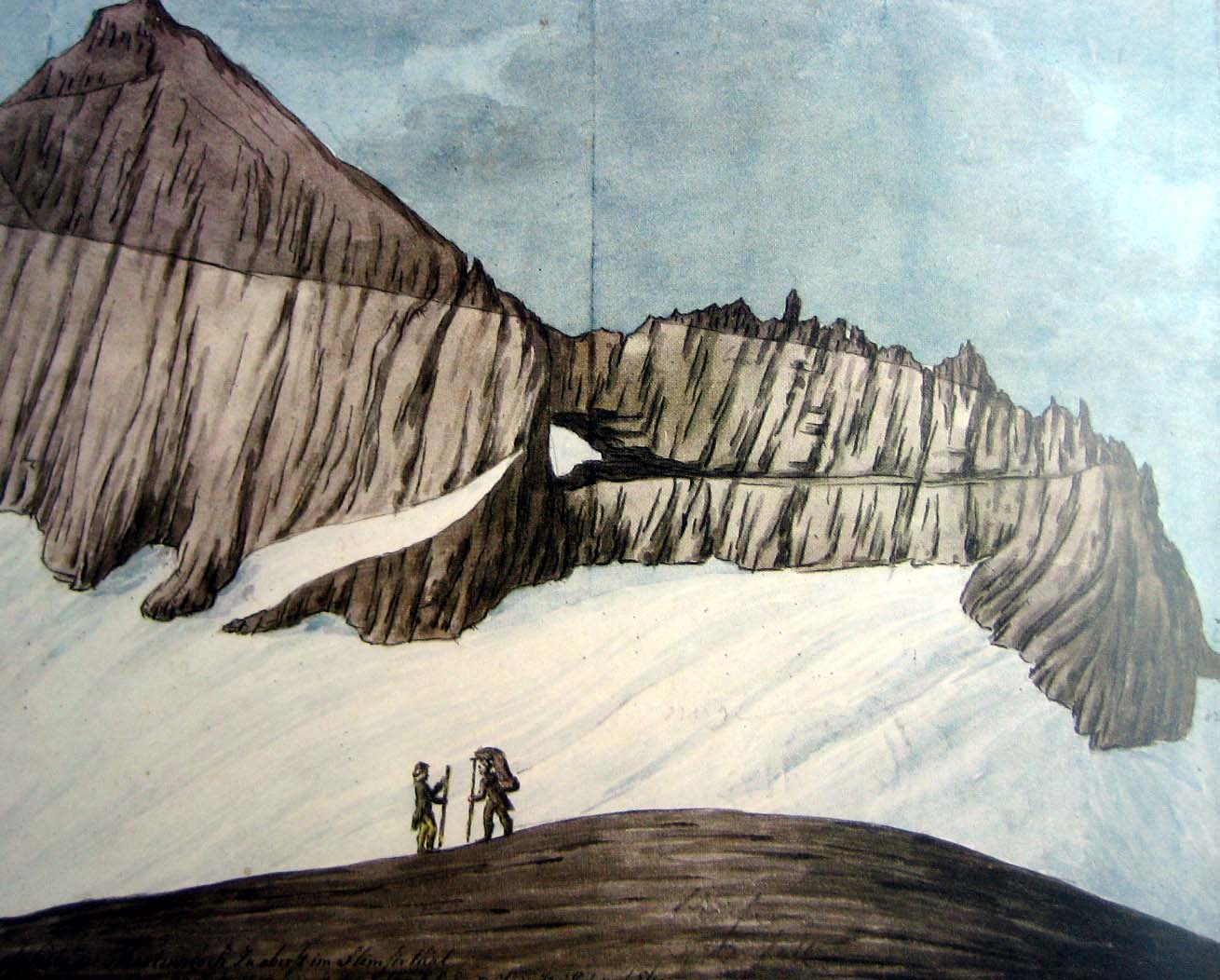
Die Tschingelhörner und das Martinsloch; 22. Juli 1812

Denkmäler zu Ehren Eschers
In Walenstadt, Weesen und Ziegelbrücke stehen Denkmäler zu Ehren Eschers.

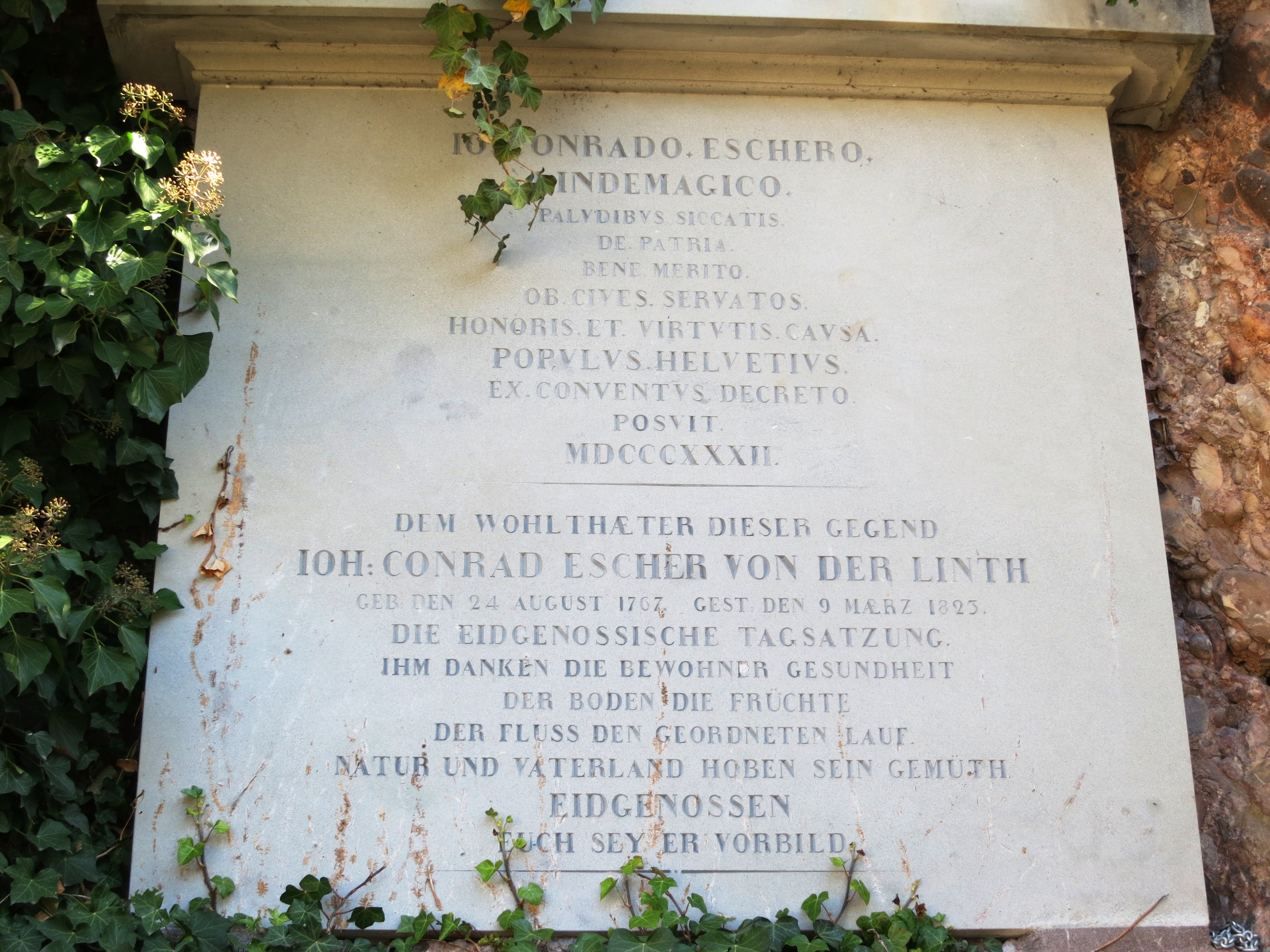
Escherdenkmal in Ziegelbrücke (Schweiz)
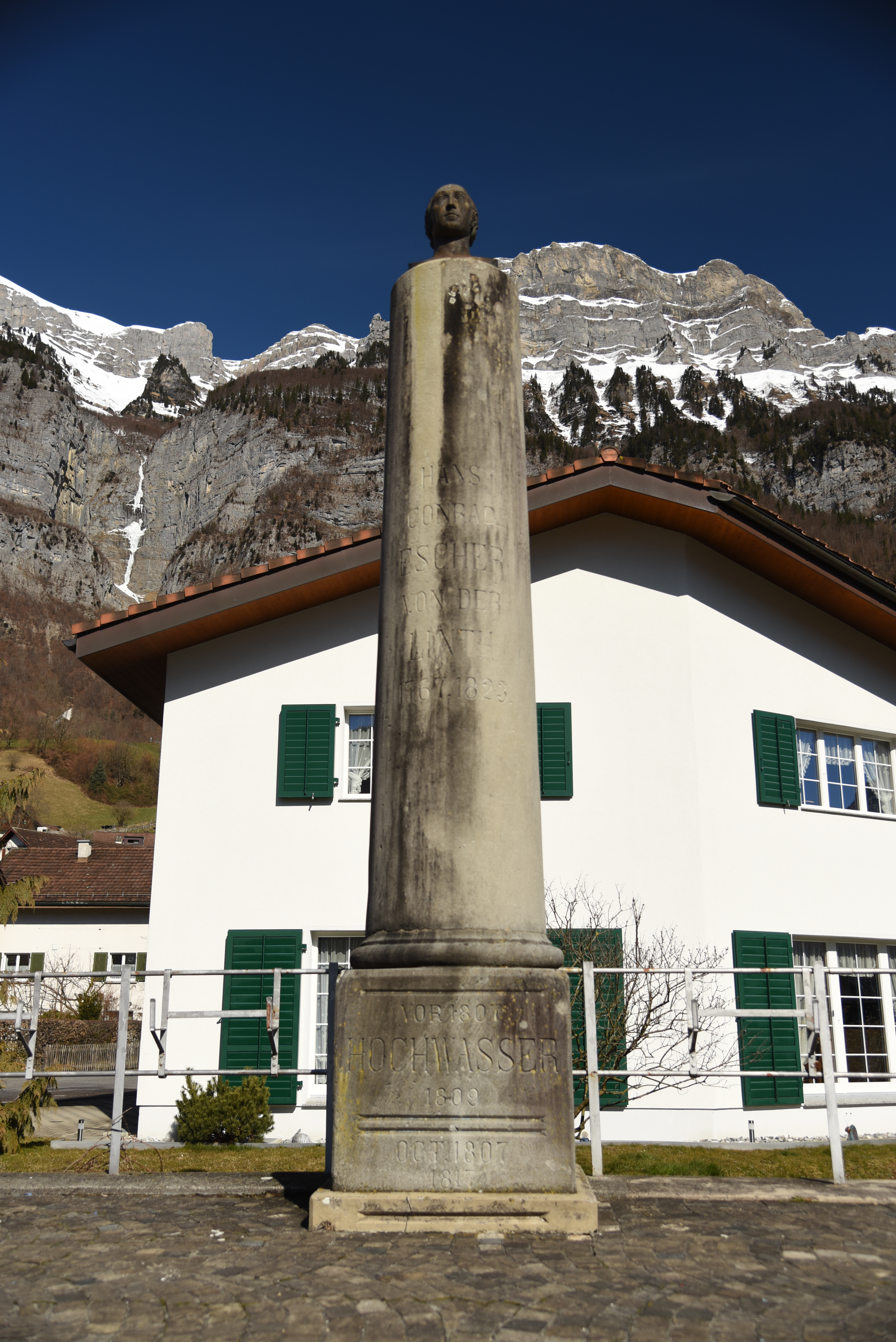
Escherdenkmal in Walenstadt, Gesamtansicht
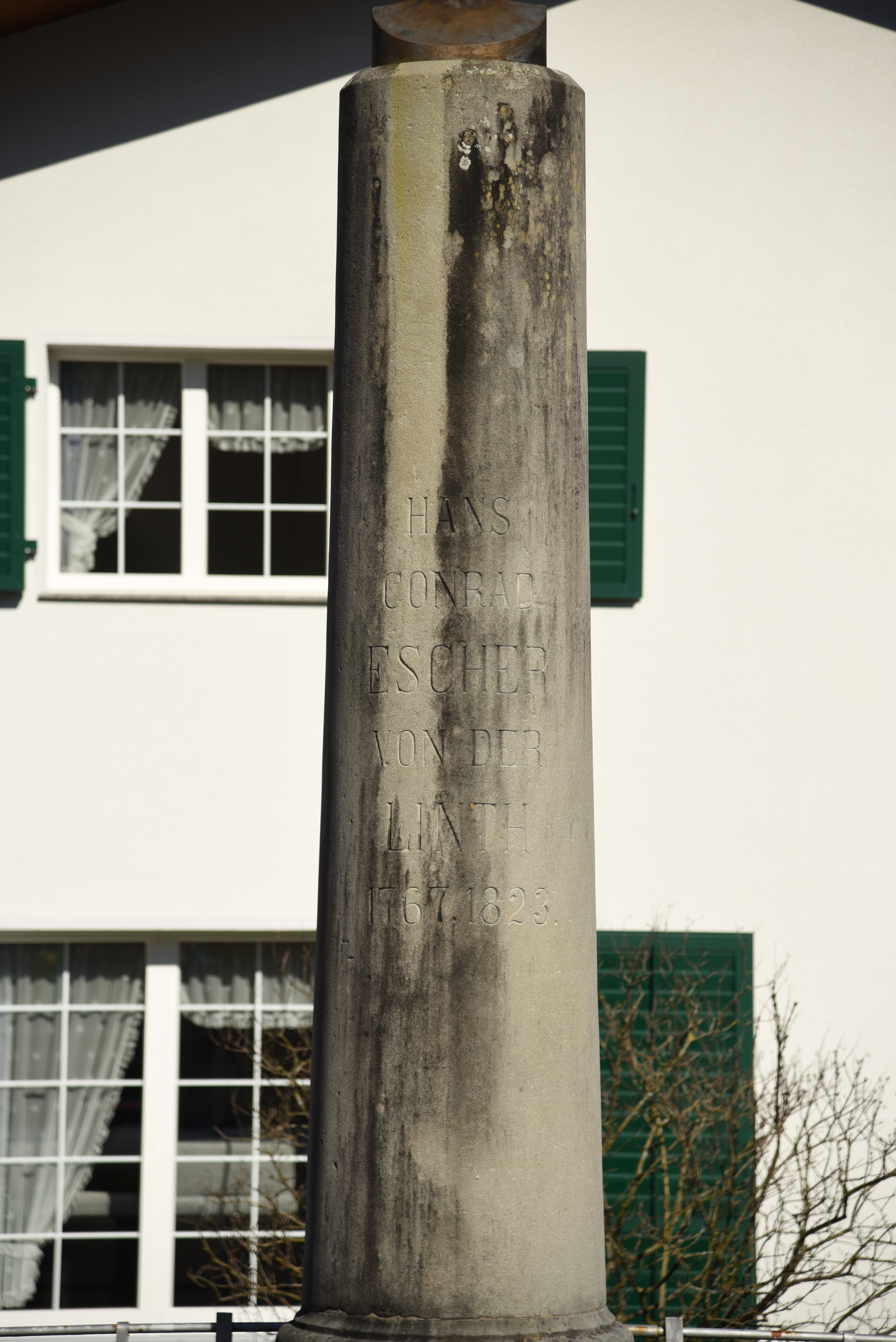
Escherdenkmal in Walenstadt, Inschrift
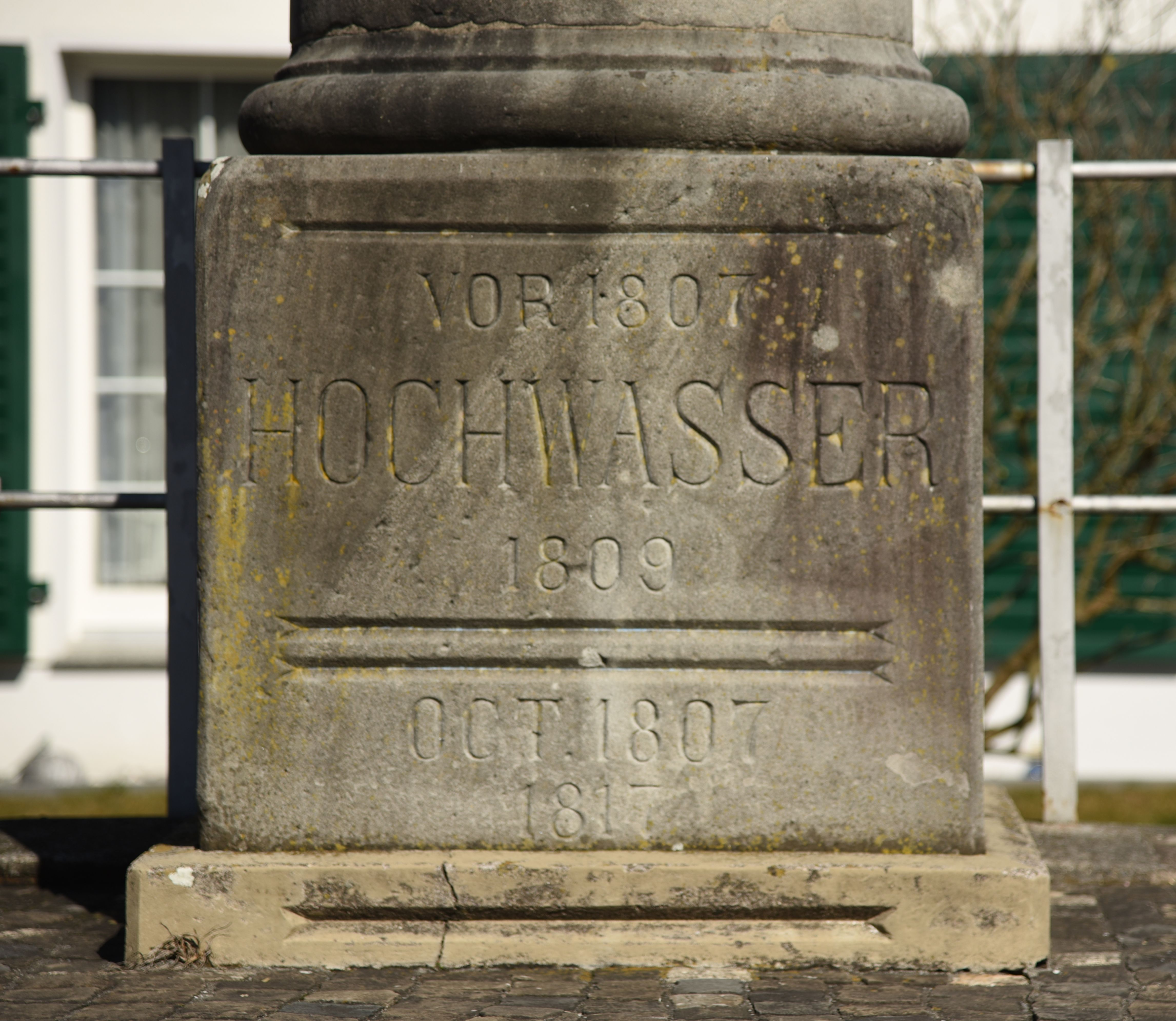
Escherdenkmal in Walenstadt, Sockel mit Hochwassermarken

## Werke
- Ansichten und Panoramen der Schweiz, die Ansichten 1780–1822. Text von Gustav Solar und Jost Hösli, hrsg. von Gustav Solar. Atlantis Verlag, Zürich 1974, 367 S., ill., mit Faltkarte, in Schuber (Orbis terrarum), ISBN 3-7611-0440-5.
- Ansichten und Panoramen der Schweiz. Kartenmaterial, Faksimileausgabe, hrsg. und bearb. von Gustav Solar. Verlag Orell Füssli, Zürich 1976, 27 Panoramen, mehrfarbig, 43 × 47 cm und Textband 131 S., ill., in Kassette, ISBN 3-280-00778-X.